# Franz Beyschlag
Franz Heinrich August Beyschlag (* 5. Oktober 1856 in Karlsruhe; † 23. Juli 1935 in Berlin) war ein deutscher Geologe. Als solcher war er Professor für Geologie an der Bergakademie Berlin und Präsident der Preußischen Geologischen Landesanstalt.

## Familie
Franz Beyschlag kam als Sohn des Hallensischen Hofpredigers und Theologen Willibald Beyschlag (Vater des Erlangener Theologen Karlmann Beyschlag) in Karlsruhe zur Welt. Einer seiner Söhne, Rudolf Beyschlag, war ein deutscher Bauingenieur. Der jüngere Sohn Bernhard Beyschlag (* 14. Juni 1900; † 6. Oktober 1980) studierte Maschinenbau und Physik in Berlin, promovierte und eröffnete auf Sylt eine Fabrik für passive Widerstände.

## Leben
Im Alter von vier Jahren zog Franz mit seinem Vater und seiner Mutter nach Halle, wo er auch die Schule besuchte. Er interessierte sich für die Bergbaukunde und ging nach Schulabschluss in das Rheinland, um in den Steinkohlegruben dort praktische Erfahrungen zu sammeln. Danach studierte er an der Universität Halle, der Bergakademie Berlin und der Friedrich-Wilhelm-Universität Berlin und schloss sein Studium 1881 am Oberbergamt Halle ab. Während seines Studiums wurde er 1877 Mitglied der Sängerschaft Fridericiana Halle. Dann arbeitete Franz Beyschlag als Bergreferendar und promovierte schließlich zum Dr. phil. Ihm lag daran, die neuesten Erkenntnisse der Geologie zu popularisieren; dazu fertigte er für das Landwirtschaftliche Institut der Universität Halle aus natürlichem Gestein ein Tiefenprofil in Form einer Mauer an, die einen Schnitt durch die Erdkruste nachbildete; eine ähnliche Wand entstand 1894/95 im Berliner Humboldthain. Danach wurde er Mitarbeiter von Christian Ernst Weiss an der Berliner Mineraliensammlung.
Im Jahr 1886 wurde Beyschlag Bezirks-, 1890 Landesgeologe der Preußischen Geologischen Landesanstalt. Zwei Jahre zuvor, am 5. Januar 1888 (Matrikel-Nr. 2713), war er zum Mitglied der Gelehrtenakademie Leopoldina gewählt worden. Seit 1896 leitete er als Abteilungsdirigent die Gebirgslandesaufnahme. 1901 wurde Beyschlag als Geheimer Bergrat Zweiter Wissenschaftlicher Direktor und übernahm 1907 als alleiniger Direktor die Leitung der Anstalt. Bis um 1895 beschäftigte sich Beyschlag vor allem mit der Anfertigung geologischer Karten und war einer der bedeutendsten geologischen Kartographen seiner Zeit. Daneben hielt er ab 1892 auch Vorlesungen an der Bergakademie Berlin, die durch ihn neben der Bergakademie Freiberg zum zweiten deutschen Zentrum der Bergstättenkunde in Deutschland aufstieg.
1898 erhielt Beyschlag dort die Berufung als Professor für Geologie, schließlich wurde er auch Vorsitzender der Preußischen Geologischen Landesanstalt als Nachfolger von Karl Schmeißer. Er setzte sich insbesondere für die praktische wirtschaftliche Umsetzung geologischer Kenntnisse im Zeitalter der Industrialisierung ein. Hierfür fertigte er auch sein bedeutendstes Werk an, die Karte der nutzbaren Lagerstätten Deutschlands, bestehend aus 76 Einzelblättern. Zu Beginn des 20. Jahrhunderts drängten die staatlichen Stellen in Deutschland auf eine möglichst genaue Bestandsaufnahme der Rohstofflagerstätten, vor allem, um den Bedarf für die Schwer- und insbesondere die Rüstungsindustrie bestimmen zu können. Beyschlag, obschon eigentlich Gelehrter, verstand sich dabei auch als treuer Diener des Staates. Franz Beyschlag wurde noch im Gründungsjahr 1912 Mitglied der Paläontologischen Gesellschaft. Präsident der Preußischen Geologischen Landesanstalt war Beyschlag bis 1923. Daneben engagierte er sich auch in der Deutschen Geologischen Gesellschaft, in der er 1883 Mitglied wurde, deren Vorstand er seit 1893 angehörte und die er zeitweise als Vorsitzender auch leitete.
Franz Beyschlag wurde auf dem Friedhof Wilmersdorf in Berlin beigesetzt.

## Forschungsschwerpunkte
Beyschlags Untersuchungen zu Salz-, Eisenerz-, Bauxit-, Gold-, Erdöl- und Grundwasservorkommen in Deutschland waren bahnbrechend. Viele seiner über 100 Veröffentlichungen erschienen in der von ihm herausgegebenen Zeitschrift für praktische Geologie, wobei er sich auch etwa mit den geologischen Aspekten der Eisenbahntrassierung oder mit Umweltschäden infolge des Bergbaus auseinandersetzte.
Seine Arbeiten konzentrierten sich jedoch nicht allein auf Deutschland: In den Jahren 1893 bis 1913 führte er das bereits 1881 begonnene Projekt der Carte Géologique internationale de l'Europe fort, der nach dem Zweiten Weltkrieg die Geologische Karte der Erde folgte.

## Schriften (Auswahl) und Ehrungen
- Karte der nutzbaren Lagerstätten Deutschlands
- Geognostische Skizze der Umgegend von Crock im Thüringer Walde. Inaugural-Dissertation, Gebauer-Schwetschke, Halle 1883 (archive.org)

In Berlin-Schulzendorf wurde die Beyschlag-Siedlung und ein darunter durchführender Autotunnel nach Franz Beyschlag benannt.